# Edición de ARN

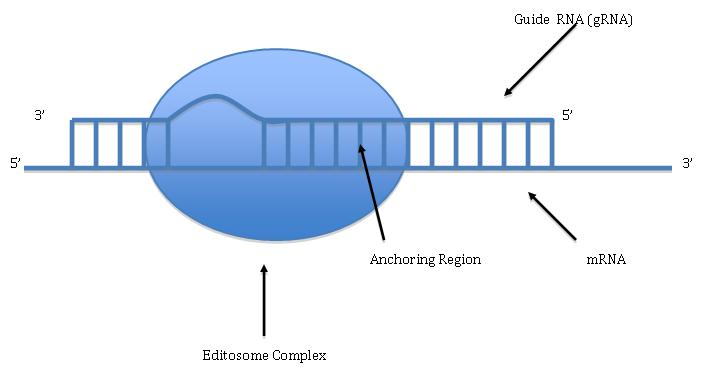
complejo del editosoma.

La edición de ARN (en inglés RNA editing) es un proceso de la biología molecular mediante el cual algunas células pueden realizar cambios discretos en la secuencia de una molécula de ARN después de que haya sido sintetizada por una ARN polimerasa. La edición de ARN es relativamente rara, y se excluye de este concepto las formas más comunes de procesamiento del ARN, como el ayuste o empalme de ARN , el 5'-capping y la 3'-poliadenilación). Entre las formas de edición se encuentran la inserción, deleción y sustitución de nucleótidos. 
Se ha observado la edición de ARN en algunos ARN de transferencia, ARN ribosómicos, ARN mensajeros o micro-ARNs de eucariotas, arqueas y procariotas. Puede darse en el núcleo celular y en el citosol, así como en mitocondrias y plástidos. En los vertebrados la edición de ARN es rara y habitualmente consiste en un pequeño número de cambios en la secuencia de las moléculas afectadas. En otros organismos se pueden dar ediciones extensas (pan-edición). En algunos casos, la mayoría de los nucleótidos de una secuencia de ARNm pueden proceder del proceso de edición. 
Los procesos de edición de ARN muestran una gran diversidad molecular, y algunos parecen ser adquisiciones recientes desde el punto evolutivo que surgieron de manera independiente. La diversidad de los fenómenos de edición de ARN incluyen modificaciones de nucleobases como las desaminaciones de citidina para dar uridina y de adenosina a inosina, así como adiciones de nucleótidos sin un molde e inserciones.La edición en los ARNm altera la secuencia de aminoácidos de la proteína codificada de modo que difiere de la secuencia genómica de ADN predicha.